# Jack Ryder
Jack Ryder (Woolwich, Londres; 21 de septiembre de 1981) es un actor inglés, más conocido por su interpretación como Jamie Mitchell en la serie Eastenders.

## Biografía
Es hijo del músico Jeremy Allan Ryder, tiene una hermana Violet y un hermano mayor llamado Harry Ryder.
El 10 de agosto de 2002 Jack se casó con la actriz Kym Marsh en St. Albans, Hertfordshire. Poco después la pareja se separó por un corto tiempo, aunque acabaron reconciliándose. El 20 de marzo de 2008 la pareja anunció que habían decidido separarse. El 26 de marzo de 2009 Kym reveló que le había sido infiel a su esposo mientras estaban separados. El 12 de agosto de 2009, la pareja se divorció.

## Carrera
Su primer papel en la televisión lo obtuvo el 9 de noviembre de 1998 se unió al elenco de la exitosa serie británica EastEnders donde interpretó a Jamie Mitchell, el sobrino de Billy Mitchell hasta el 25 de diciembre de 2002, después de que su personaje fuera atropellado por Martin Fowler y muriera en el hospital debido a sus heridas.
En 2008 se unió como personaje regular a la nueva serie The Royal Today, un spin-off de la serie The Royal, al inicio audicionó para interpretar a un estudiante de radiología, sin embargo obtuvo el papel del enfermero Adam Fearnley, pero debido a que Jack sentía que era demasioado joven para interpretar a un enfermero decidió salirse de la serie antes de que esta comenzara las filmaciones, su personaje lo obtuvo el actor Ben Hull.
En la primavera de 2008 se unió a la producción "Single Spies" donde actuó junto a Nigel Havers. Entre el 18 y el 27 de septiembre de 2008 interpretó a Romeo en la obra Romeo and Juliet. En octubre del mismo año se unió a la obra The Arches donde dio vida a Ryan.
En julio de 2009 interpretó al fotógrafo Laurence en la obra Calendar Girls, presentada en el teatro Noel Coward. Jack también fue asistente del director durante la obra.
En diciembre de 2010 Jack escribió y dirigió su primer cortometraje, Act of Memory, una adaptación de la historia de Mary Grace Dembeck, en la película actuaron los actores Claire Skinner, Owen Teale y Anna Massey.
Entre febrero y marzo de 2011 participó en la aclamada obra Plenty, la cual se presentó en el teatro Sheffield. En abril del mismo año Jack dirigió una nueva producción de Calendar Girls, en donde actuaron Lesley Joseph, Dina Carroll, VV Brown, Liz Dawn, Sue Pollard, Vicki Michelle y Shami Chakrabarti.

## Filmografía
Televisión:
| Año         | Título                            | Papel          | Notas          |
| ----------- | --------------------------------- | -------------- | -------------- |
| 2005        | M.I.T.: Murder Investigation Team | Sean Reynolds  | episodio # 2.3 |
| 1998 - 2002 | EastEnders                        | Jamie Mitchell | 342 episodios  |

Películas:
| Año  | Título              | Papel       | Notas                                           |
| ---- | ------------------- | ----------- | ----------------------------------------------- |
| 2007 | Popcorn             | Danny       | corto - junto a Andrew Lee Potts & Kate Maberly |
| 2000 | The Boy in Darkness | Titus Groan | corto - junto a Terry Jones                     |

Apariciones:
| Año  | Programa     | Notas       |
| ---- | ------------ | ----------- |
| 2004 | Weakest Link | concursante |

Teatro:
| Año  | Obra             | Personaje | Teatro                       | Notas                      |
| ---- | ---------------- | --------- | ---------------------------- | -------------------------- |
| 2011 | Plenty           | -         | Sheffield Theatres           | -                          |
| 2009 | Calendar Girls   | Laurence  | London's Noel Coward Theatre | -                          |
| 2009 | The Arches       | Ryan      | -                            | -                          |
| 2008 | Romeo and Juliet | Romeo     | Swansea Grand Theatre        | junto a Sara Lloyd Gregory |
| 2008 | Singles Spies    | -         | -                            | junto a Nigel Havers       |
| 2006 | The Safari Party | -         | Richmond Theatre             | -                          |
| 2004 | Sleeping Beauty  | -         | Marlowe Theatre              | -                          |

## Premios y nominaciones
| Año  | Categoría             | Premio                    | Serie      | Resultado |
| ---- | --------------------- | ------------------------- | ---------- | --------- |
| 2001 | Sexiest Male          | British Soap Award        | EastEnders | Nominado  |
| 1999 | Most Popular Newcomer | National Television Award | EastEnders | Nominado  |
| 1999 | Best Newcomer         | British Soap Award        | EastEnders | Nominado  |
| 1999 | Best New Actor        | TV Quick Award            | EastEnders | Ganador   |